# Karl Völker (Unternehmer)
Karl Völker (* 22. September 1923 in Steinsfurt; † 6. Juli 2009) war ein deutscher Unternehmer.

## Werdegang
Ab 1941 diente er bei der Kriegsmarine, wo er zum Maschinenbau-Ingenieur ausgebildet wurde. Dort lernte er auch seinen späteren Geschäftspartner Johannes Schultz kennen.
Nach Rückkehr aus der Kriegsgefangenschaft studierte er 1948–1950 in an der Städtischen Ingenieurschule Mannheim, der heutigen Hochschule Mannheim, Elektrotechnik und beendete dies als Diplom-Ingenieur.
Als Projektingenieur arbeitete er zunächst bei Bopp & Reuther in Mannheim im Bereich elektrische Fernübertragung von Messwerten. 1952 wechselte er zur Siemens AG in Mannheim, die ihn 1955 nach Persien schickte.
Mit Schulz, den er wiedergetroffen hatte, gründete er 1957 nebenberuflich eine Vertriebsstelle für Heizkostenzähler, bis er 1963 Siemens verließ und sich der eigenen Ista-Haustechnik GmbH widmete. Bereits in den 1980er Jahren beschäftigte er in dieser Firma bundesweit mehr als 1000 Mitarbeiter. Ab 1988 war er Vorsitzender des Verwaltungsrates des Unternehmens. 1990 zog er sich aus dem Geschäftsleben zurück und verkaufte sein Unternehmen.

## Karl-Völker-Stiftung
An der damaligen Fachhochschule Mannheim gründete er 1990, mit einem Stiftungskapital von 2 Mio. DM aus dem Verkaufserlös seiner Firma, die Karl-Völker-Stiftung (KVS), welche Wissenschaft und Forschung an der Hochschule Mannheim fördern soll. Mittlerweile verfügt die Stiftung über ein Kapital von rund 5 Mio. Euro und fördert allein die Hochschule Mannheim mit jährlich 400.000 Euro. Weiterhin vergibt diese jährlich einen mit 2500 Euro dotierten Preis für herausragende Diplomarbeiten aus den Fakultäten Elektrotechnik und Informationstechnik der Mannheimer Hochschule.